# Sepik

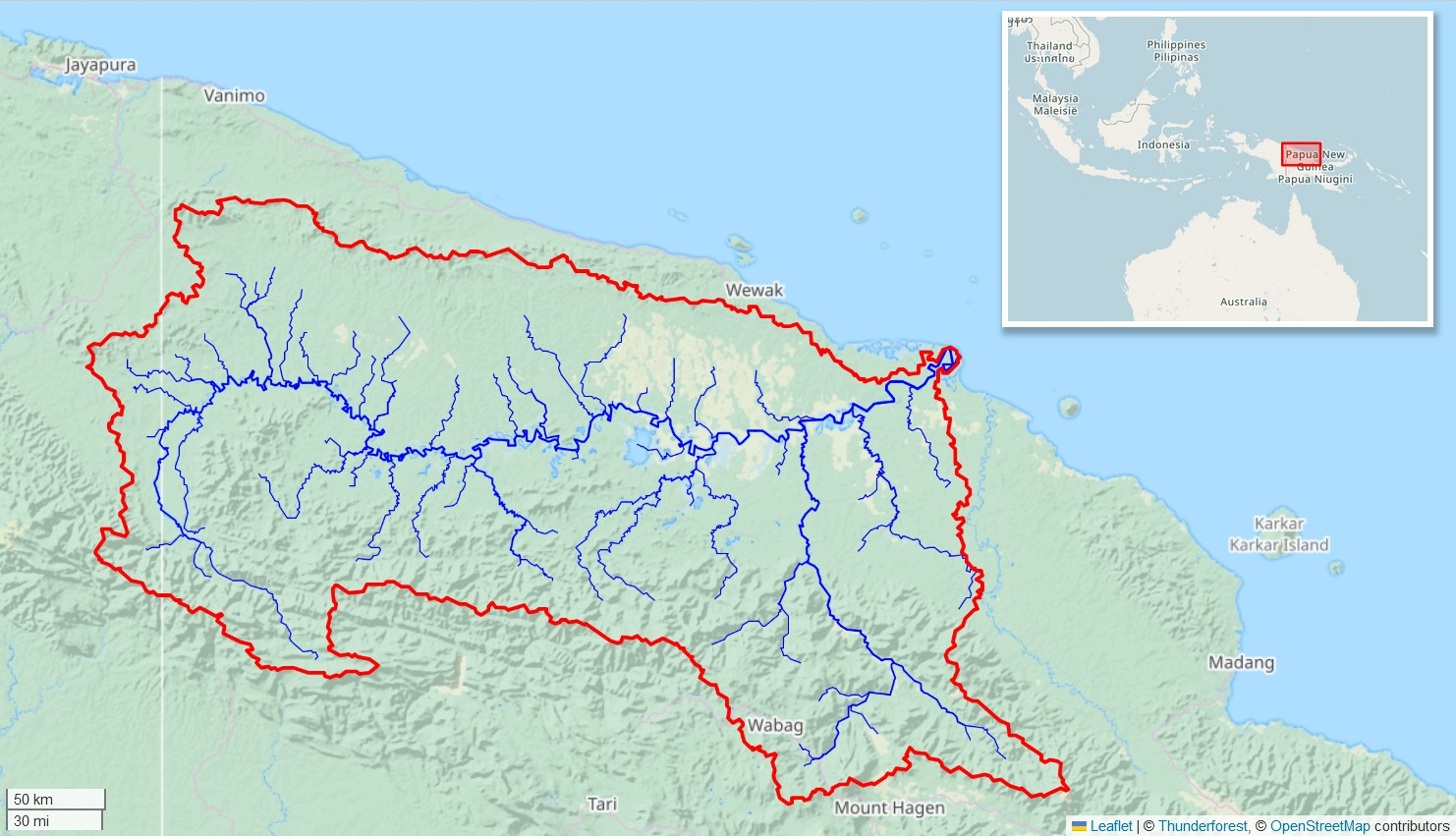
Karta över floden Sepik. Den raka, vertikala gränsen mellan Papua Nya Guinea och Indonesien kan ses mellan kuststäderna Jayapura (Indonesien) och Vanimo (Papua Nya Guinea) i norr.

Sepik är den längsta floden på ön Nya Guinea. Den rinner främst genom staten Papua Nya Guinea, men en liten del av vattendragets västra flöden ligger i provinsen Papua i Indonesien.